# Fridericus Rex Grenadiermarsch
Fridericus Rex Grenadiermarsch ((укр. Марш гренадерів Фрідріха II) Armeemarsch II, 136) — популярний прусський марш авторства Фердинанда Радека складений в середині 1860-х. Композиційно — це аранжування тріо мелодії композитора Карла Льове та Віллібальда Алексіса з балади «Fridericus Rex» (лат. Fridericus Rex — Фрідріх II Прусський) також відомої як «Unser König und Herr». Твір користувався великою популярністю у роки прусського експансіонізму за часів Фрідріха Великого. У XX ст. — єден з найвідоміших німецьких військових маршів загалом та офіційний марш 10-ї бронетанкової дивізії Бундесверу зокрема.
В Україні існує твір з аналогічним мотивом на слова єдного з композиторів УСС Богдана Лепкого: «Чи то буря, чи то грім», котрий зокрема перебував серед репертуару львівського ВМЦ та Тараса Компаніченка.